# 橘正忠
橘 正忠（たちばな まさただ、1922年2月2日 - 2004年4月1日）は、日本の外交官。

## 来歴・人物
1944年東京大学法学部卒、1945年外務省に入省後、1950年米国留学、カナダ在勤、シドニー領事、報道課長、香港領事、1969年在オーストリア日本大使館参事官、1970年アメリカ局参事官などを歴任。
1972年アメリカ局長心得、1975年-1977年欧亜局長、1977年-1980年駐デンマーク大使、1980年10月から在ビルマ日本大使館特命全権大使、1983年10月から1986年まで在タイ日本国大使館特命全権大使となる。
後に国立京都国際会館館長、京都市国際交流協会理事や上場企業役員を歴任した。
1980年11月にヤンゴン日本人学校名誉校長に就任する。
2004年4月1日、心不全のため死去。